# Jora Mała
Jora Mała (niem. Klein Jauer) – część wsi Jora Wielka w Polsce, położona w województwie warmińsko-mazurskim, w powiecie mrągowskim, w gminie Mikołajki.
W latach 1975–1998 Jora Mała administracyjnie należała do województwa suwalskiego.